# Eferdinger Becken
Das Eferdinger Becken ist eine fruchtbare Ebene an der oberösterreichischen Donau westlich von Linz. Der südliche Teil ist als Region als Eferdinger Landl bekannt. Das Becken ist besonders für seinen Gemüsebau bekannt. 
Das Eferdinger Becken ist eine der 41 Raumeinheiten der oberösterreichischen Naturraumgliederung.

## Geographie

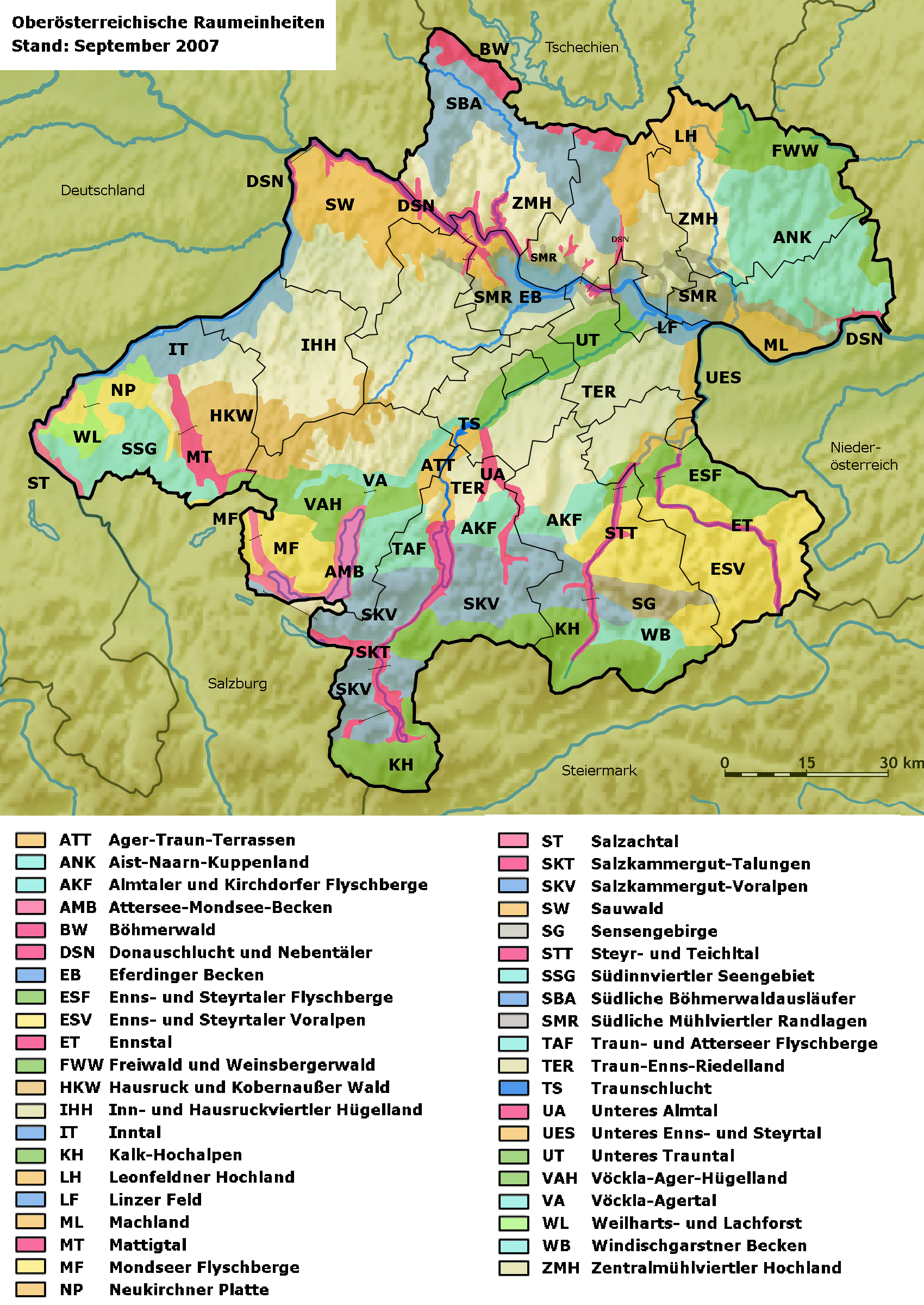
Raumeinheiten:, in der nördlichen Mitte Oberösterreichs

Vom beidseits der etwa nach Osten fließenden Donau liegenden Becken gehört der linksufrige Nordteil zum Mühlviertel, während die Gebiete, die südlich, also rechts, der Donau liegen, zum Hausruckviertel gerechnet werden.

### Lage und Landschaft
Das Eferdinger Becken erstreckt sich beidseitig der Donau von Aschach im Westen bis Ottensheim im Osten, wobei die Ebene die größte nord-südliche Ausdehnung ungefähr in der Mitte dieser Strecke erreicht. Im Westen des südlich der Donau gelegenen Teils der Ebene befindet sich die namensgebende Stadtgemeinde Eferding. 
Die Größe der Raumeinheit Eferdinger Beckens beträgt rund 118,5 km². Das Gebiet erstreckt sich über eine Länge von rund 17,5 km. Die Breite schwankt zwischen 4 und 10 km.  Die durchschnittliche Seehöhe liegt auf 270 m ü. A. Der höchste Bereich des Gebiets liegt am westlichen Ende bei Aschach mit rund 280 m ü. A., der tiefste Bereich am östlichen Ende mit 256 m ü. A. in Wilhering.

### Nachbarregionen
Die Raumeinheit ist von folgenden oberösterreichischen Raumeinheiten umgeben (im Uhrzeigersinn, beginnend im Norden):
Südliche Mühlviertler Randlagen, Donauschlucht und Nebentäler, Inn- und Hausruckviertler Hügelland und Sauwald.

### Gemeinden
Die Raumeinheit liegt in den Bezirken Eferding, Linz-Land und Urfahr-Umgebung.
Folgende Gemeindegebiete liegen größtenteils in der Raumeinheit (im Uhrzeigersinn, beginnend im Osten): Alkoven, Eferding, Fraham, Goldwörth, Feldkirchen an der Donau, Pupping und Ottensheim.
Zum Eferdinger Landl gehören im traditionellen Sinne Alkoven, Fraham, Hinzenbach, St. Marienkirchen an der Polsenz, Aschach an der Donau, Haibach ob der Donau, Prambachkirchen, Scharten, Eferding, Hartkirchen, Pupping und Stroheim. Das erstreckt sich schon in das Hausruckviertler Hügelland, die Sauwald-Randlagen und das Obere Donautal bis zur Schlögener Schlinge.

### Geologie und Hydrographie
Das Eferdinger Becken gehört zur geologischen Zone des Alpenvorlandes.
Der Raum wurde durch den Druck der Alpen gegen die Böhmische Masse abgesenkt, und bildete eine Bucht im tertiären Molassemeer. Dessen Ablagerungen, der Schlier, ein schiefriges Sedimentgestein, wurde von der Donau abgetragen und hinter dem Durchbruchstal zwischen Böhmischem Hochland und Sauwald in der letzten Eiszeit (Würm-Kaltzeit) wieder mit Schottern verfüllt, ist also geologisch der Niederterrasse zuzurechnen. Die späteren Eintiefungen haben die ausgedehnte Austufe gebildet. Die Randlagen des Granit- und Gneishochlands (Südliche Mühlviertler Randlagen) und das Schlierhügelland der Molassezone (Inn- und Hausruckviertler Hügelland) bilden eine landschaftlich prägnante Umrahmung des weitgehend ebenen Eferdinger Beckens.
Neben der Donau durchfließen im Süden insbesondere unterer Innbach aus dem Hausruck, die untere Aschach, ihr Zubringer aus dem Sauwald, der Aschacharm, der Planbach und das Ofenwasser das Becken, und im Norden der Pesenbach aus dem Zentralmühlviertler Hochland, am Ostrand mündet die Rodl. Die Bäche mäandrieren durch die Ebene. Der Raum der Donau wurde durch die Donauregulierungen des 19. Jahrhunderts und dann das 1974 fertiggestellte Kraftwerk Ottensheim-Wilhering weiträumig umgestaltet, die Mündungsbereiche der Bäche sind oft weiträumig verlegt und durchgehend vollkanalisiert. Die Beckenlandschaft ist reich an teils natürlichen, teils künstlichen Altarmen und Weihern.
Die Böden sowohl der mittleren wie höheren Austufe (unteres und oberes Hochflutniveau) wie der Niederterrasse sind hochwertiges Ackerland.

## Raumplanerische Charakteristik
- Ein bis zu 10 Kilometer breites Becken der Donau mit zentraler Austufe.
- Die Donau wird durch das Kraftwerk Ottensheim-Wilhering aufgestaut.
- Die Auwälder (rund 30 %) sind entlang der Donau, teilweise nur als schmales Band erhalten. Hybridpappelforste dominieren, aber auch Grauerlen, Silberweiden und Eschen sind vorhanden. Die Auwälder beherbergen eine große Wasserfrosch-Population und einige besondere Wasserpflanzen-Arten.
- Die Kulturlandschaft ist vielfältig und landschaftlich reizvoll. Hier bestehen viele Altwässer und Bachläufe. Die Donauzuflüsse weisen teils landschaftsbildende Mäanderschlingen und Galeriewälder auf.
- Die intensiv landwirtschaftlich genutzte Niederterrasse ist beiderseits der Donau dominant. Vor allem Gemüse, Sonderkulturen (z. B. Spargel) und Getreide wird angebaut. Obstbaumwiesen und Wälder sind selten. An den südlichen und nördlichen Randbereichen finden sich Nassflächen (Teiche und Feuchtwiesen).
- Das Becken ist stark besiedelt und die Ackerflächen reichen in das Siedlungsgebiet hinein. Die Zersiedlung um Eferding und die größeren Orte ist stark.
- Einzelne ehemalige Schottergruben (z. B. Feldkirchner Badeseen) werden als Badeteiche genutzt.
- Tourismus entlang des Donauradwegs.

### Gliederung
Die naturräumliche Raumeinheit ist in drei Untereinheiten gegliedert:
- Donau und Auwald
- Kulturlandschaft der Austufe
- Niederterrasse mit Landwirtschaft

## Geschichte und Wirtschaft
Es sind hier seit dem Neolithikum menschliche Siedlungen nachweisbar. In einer Lehmgrube in der Nähe von Hartheim stieß man auf eine Siedlung der Mondseekultur. Auch in der Römerzeit war das Gebiet besiedelt, dies ist durch zahlreiche Funde bestätigt.

### Landwirtschaft
Trotz seiner geringen Fläche hat es bis heute landwirtschaftlich vor allem in der Gemüseproduktion eine wichtige Bedeutung.
Es ist eine klimatische Gunstlage, mit noch leichtem pannonischem Klima Einfluss, und ist – obwohl relativ windig  –  durch Sauwald und Böhmerwald vor dem niederschlagsreichen mitteleuropäischen Übergangsklima und den polaren Nordwinden des Mühlviertels geschützt. Die mittlere Tagestemperatur überschreitet an 226 Tagen +5 °C, was vorteilhaft für Gemüsebau ist. Die wohl wichtigste Gemüsesorte sind die Gurken, aber auch der Spargel gewinnt immer mehr an Bedeutung. Ebenso werden Salate und auch Erdbeeren gezogen.
In Eferding ist mit der Firma Efko („Eferdinger Kostbarkeiten“) auch der größte Abnehmer bzw. Lieferant landwirtschaftlicher Produkte der Gegend beheimatet.

### Donau-Hochwasser 2013

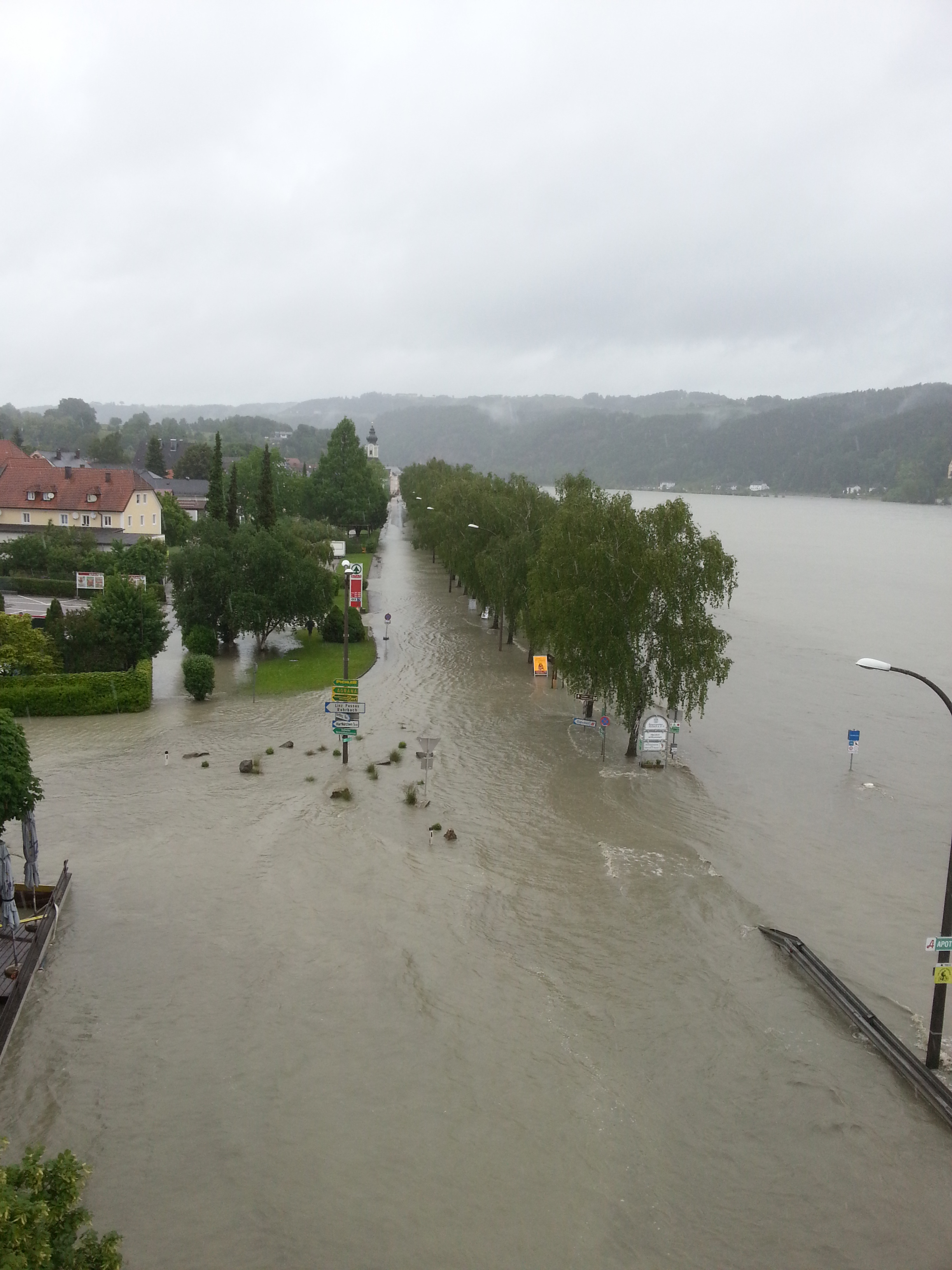
Aschach, 2013

Weitläufige Überschwemmungen im Juni 2013 mit hier 11 besonders stark betroffenen Gemeinden mit insgesamt 30.000 Einwohnern mündeten in Pläne zuletzt auch in diesem Abschnitt der österreichischen Donau Maßnahmen zum Hochwasserschutz zu ergreifen. Im August 2013 wurde zwischen Bund und Land Oberösterreich die Finanzierung von 50 bzw. 30 % von Gesamtprojektkosten von 250 Mio. € vereinbart. 20 % sollen von den Gemeinden kommen, die jedoch vom Gemeindereferat des Landes unterstützt werden. Als erster Schritt wurden bis 2015 Zonen für freiwillige Absiedlungen definiert, um Retentionsräume zu schaffen. Die ersten Abtragungen der Gebäude begannen im selben Jahr.